# イランの歴史
イランの歴史（イランのれきし）は、イラン高原の古代文明から現在のイラン・イスラーム共和国に至るまで数千年に及ぶ。
こうした中でさまざまな王朝が興亡を繰り返し、イラン高原のみを領域としたものもあれば、アッバース朝やモンゴル帝国のような巨大な王朝もあった。
したがって「イランの歴史」を現在のイラン・イスラーム共和国領域に限定した地域史として記述するのはほとんど不可能である。
本項ではイラン高原を支配した諸勢力の歴史を中心に、その周辺域、特にマー・ワラー・アンナフル、ホラーサーン地方、アゼルバイジャン地方を含めた歴史的イラン世界の歴史を叙述する。

## 先史時代
イラン高原には極めて古い時代から人類の活動があったことがわかっている。考古学的には約10万年前の旧石器時代中期以降の遺跡が確認されている。
この地域における定住は約1万8千年前から約1万4千年前頃に始まったと考えられている。この時代の住人達は森林に覆われた山腹の洞窟などを主な住居とし、原始的な土器や剥片石器を用いていた。動物の骨を用いた骨角器は石器に比べあまり見つかっていない。
イラン高原の気候の変化に伴って、こうした人々の居住地は移動し、やがて大規模な集落も形成されるようになった。この地域は麦を中心とした農耕が最も早く始まった地域の1つであるといわれている。紀元前6000年ころには、かなり高度な農耕社会を形成しており、都市の原型となる集住地も確認される。ザーグロス山中で発掘された紀元前5000年頃のワインの瓶（現在はペンシルベニア大学博物館で展示）が知られている他、最も初期の集住地の痕跡としてスィアールク遺跡が知られている。この遺跡からイランの先史時代を知る上で重要な遺物が多数見つかっている。
スィアールク遺跡の最も初期の層から発見される住居の痕跡は、木の枝で作った粗末な小屋のようなものであったが、間もなく練土を用いた建物が建設されるようになった。製陶技術も発達し、彩文土器が用いられるようになった他、紡錘車も発見されており、イラン高原における目覚しい技術革新の跡が見られる。紀元前4千年紀には日干し煉瓦を用いた家が建設されるようになり、漆喰が塗られていたことがわかる。家の内部には赤い塗料などで装飾が施されていたこともわかっており、文様や動物の図柄を用いた質の良い彩文土器が見られるようになる。スィアールク遺跡から発見される煉瓦や土器は、イラン高原に暮らした人々の技術進歩の痕跡を極めて分かりやすく残している。このことはイラン高原において文化的な断絶が長期間無かった事を示すと思われる。しかし、彩文土器は技術的にはともかく、図案・造形的な面においては各地の遺跡で統一性が見られず、まとまった一つの政治世界としての姿はまだ曖昧であった。上記に述べたような特徴はイラン高原の中央部を中心とした地域においての話であり、スサを中心としたであろう南西部では、紀元前3千年紀には中央部と異なり、近隣のメソポタミア文明の影響を強く受けた文化が生まれた。この地域ではイラン高原の伝統的な彩文土器も使用されなくなった。現在のトルクメニスタン南部からイラン北東部、アフガニスタン北部にかけての地域では紀元前2千年紀前半に独自の都市文化が発達した。現在これはオクサス文明などと呼ばれている。その具体的な姿はまだわかっていないが、東部イランの歴史を考える上で大きな意味を持つ。また、極めて古い時代とあまり変わらない生活様式が長く続いていた地域もあったと言われている。

## 歴史時代の始まり

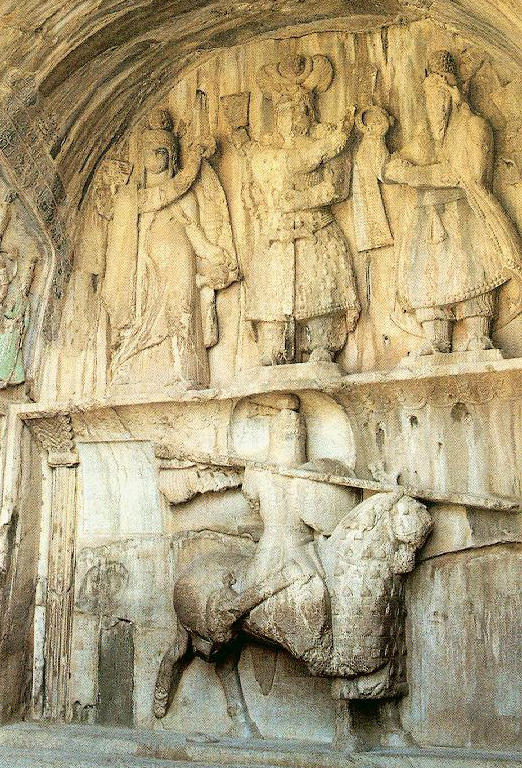
「イランほど研究すべき理由をもつ国は世界にも数少ない」（リチャード・ネルソン・フライ『ペルシアの黄金時代』）

明らかにメソポタミア地方の文化的影響を強く受けたイラン高原南西部の文化は、やがてイラン地域における最初の文明、エラムの成立を見た。エラム人は高度な国家機構を整え、イラン世界最初の文字記録を残した。紀元前2千年紀の末期にはアーリア人（アーリヤ人）、またはインド・イラン人と呼ばれる人々がイラン高原に定着し、イランの歴史の根幹を成す要素が形成された。

### エラム
イラン世界の歴史時代（文字記録のある時代）はエラム人の文明とともに始まる。エラムの人々は紀元前3千年紀から紀元前1千年紀半ばまでの間に、現在のイラン・イスラーム共和国のフーゼスターンからファールス地方にかけての領域に幾多の国家を形成した。エラム人の話した言語は、一般にエラム語と呼ばれる系統不明の言語である。これは後にイラン世界で主流となるインド・ヨーロッパ系の言語とは異なり、その出自はわかっていない。
エラム人は紀元前3千年紀の終わり頃、クティク・インシュシナク（プズル・インシュシナク）王の元で高度な政治的統一を見た。彼の勢力範囲はイラン高原南西部のほぼ全域を覆っており、確実な記録に残るものとしてはイラン高原における最初の統一的政治勢力となって周囲に覇を唱えた。以後、エラムはメソポタミアの諸王朝と度々戦火を交え、1000年以上の長きにわたってエラムはオリエント世界の重要勢力として存続したが、紀元前1千年紀にアッシリアによって主要都市スサが破壊されると、列強としてのエラムの歴史は終わりを告げた。だが、エラム人の作り上げた政治・社会の仕組みと文化は、後にこの地を支配したハカーマニシュ朝（アケメネス朝）によって継承され、後世のイラン世界に有形無形の影響を残し続けた。

### アーリア人の到来

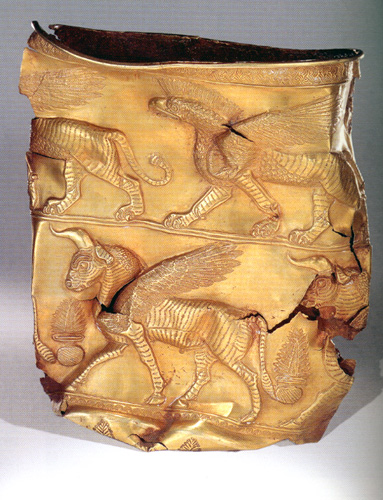
グリフィンを描いた黄金の杯（イラン・ギーラーン州マルリク発掘。紀元前1千年紀前半。イラン国立博物館蔵）

紀元前2千年紀、中央アジアや南ロシアの草原地帯で遊牧民として生活し、インド・ヨーロッパ系の言語を用いていたアーリア人（アーリヤ人、アールヤ人）と自称し、或いは後世インド・イラン人と呼ばれるようになる人々が、イラン高原やインド亜大陸へと移動した。アーリア人達の移住ルートは主にコーカサス山脈の山道（コーカサス回廊）を超えるルート、中央アジアからソグディアナ、ホラーサーンに入るルート、そしてアフガニスタン地方を経由してイラン高原に入るルート（カーフィルの道）の三つがあったと言われている。紀元前1千年紀の始め頃までにはイラン高原全域にアーリア系の人々が定着した。彼らはそれ以前の住民と異なり、切妻型の屋根を模した石などを載せた塚状の墓を築き、ライオンや山羊、馬などをあしらった新しい彩文土器を用いた。こうしたアーリア人の到来によって齎されたと思われる変化はスィアールク遺跡などで発見されている。そしてこの時期にイラン高原は本格的な鉄器時代に入った。非アーリア系と思われる先住の人々（エラムとインダス文明の中間のShahr-e Sukhtehで栄えたジーロフト文化）は次第にアーリア人に同化して姿を消していった。ただし、紀元前10世紀頃にはアーザルバイジャーン地方に近いウルーミーエ湖周辺の地方には、非アーリア系と考えられるマンナエ人（英語版）の王国が一時期勢力を持った。
アーリア人の歴史には紀元前9世紀頃から次第に光が当たり始める。彼らの中でも最も重要な二部族、即ちペルシア人とメディア人が、ほぼ同時に歴史記録に登場し始めるからである。この記録を残したのは、当時イラン高原西部に勢力を伸張させていたアッシリアであった。当時ペルシア人やメディア人は、まだ力が弱くしばしばアッシリアに貢納を収めていた。しかしメディア人達は次第に勢力を伸ばし、やがてイラン高原全域を支配する王国を作り上げた。これは慣用的にメディア王国と呼ばれ、オリエント世界を支配したアッシリアを滅ぼし、バビロニアやエジプトに並ぶ古代の強国となった。その後、メディア王国は新たに興ったペルシア人のハカーマニシュ朝に飲み込まれるが、エラム人と並んでハカーマニシュ朝の支配機構の中に入り、共に中央権力機構を構成する集団となってペルシア人と同化していった。

### ペルシアとイラン

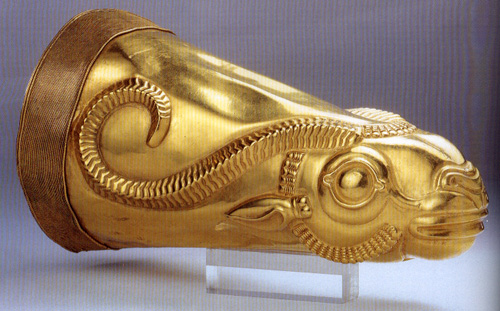
黄金のリュトン（動物頭状の杯）。ハカーマニシュ朝。エクバタナ出土。イラン国立博物館蔵

やがて、後世この地域、及び住民を指すことになる言葉、即ちペルシアとイランが歴史に登場した。
かつてエラム人の中心地の一つであったアンシャン（現在のファールス地方）にはペルシア語でパルスア、パールス、或いはファールスと呼ばれるアーリア人の部族（ペルシア人）が定着した。このためアンシャンと呼ばれた地方は次第にその部族名で呼ばれるようになった。これは古典ギリシア語ではペルスィスと呼ばれ、ヨーロッパの諸言語で用いられるペルシアという言葉はこのペルスィスに由来するものである。この名は紀元前6世紀にこの地から興ったハカーマニシュ朝（アケメネス朝）以来、歴史的にイラン高原に発した諸帝国と住民を指す名前ともなった。
イラン人自身はイラン高原に侵入するしばらく前に分かれた、インド亜大陸に侵入した同族と同様に、「高貴な人々」を意味する「アイルヤ」（アーリア）という自称を長く用いており、サーサーン朝期以降はイラン高原を中心とする地域は「アーリア人の土地」という意味のパルティア語「アールヤーン」に由来するパフラヴィー語の「エーラーン」あるいは「エーラーンシャフル」の名で呼ばれるようになった。「イーラーン」は、イスラーム時代になって現れる、パフラヴィー語の「エーラーン」の近世ペルシア語形である。紀元前3世紀のギリシアの地理学者エラトステネースも「イラン」の語で言及している。1935年3月21日、パフラヴィー朝のレザー・シャーは諸外国に対し「イラン」の使用を要請した。その後イラン人研究者による抗議などがあり1959年にはペルシアおよびイランは併用できるものとされた（詳細はイラン・ペルシア名辞論争を参照、またペルシアの地理についてはイランの地理を参照）。

## 諸王の王
詳細はペルシア帝国を参照。
紀元前6世紀にファールス地方から興り、当時の文明世界の大部を支配するハカーマニシュ朝（アケメネス朝、アカイメネス朝）が成立した。この王朝の王であるダーラヤワウ1世（ダレイオス1世）は諸王の王を名乗った。これはアッシリア王の称号の1つに由来し、ある特定の地域の王ではなく、広大な領域に住む幾多の異民族を支配する王、世界帝国の支配者であることを意識した称号であった。以後グレコ・マケドニア系のセレウコス朝、セレウコス朝をイランから放逐したパルティア人のアルシャク朝（アルサケス朝）、そしてファールス地方から興ったサーサーン朝に至るまで、諸王の王を名乗る王朝がイラン世界で興亡を繰り返した。

### ハカーマニシュ朝とその時代

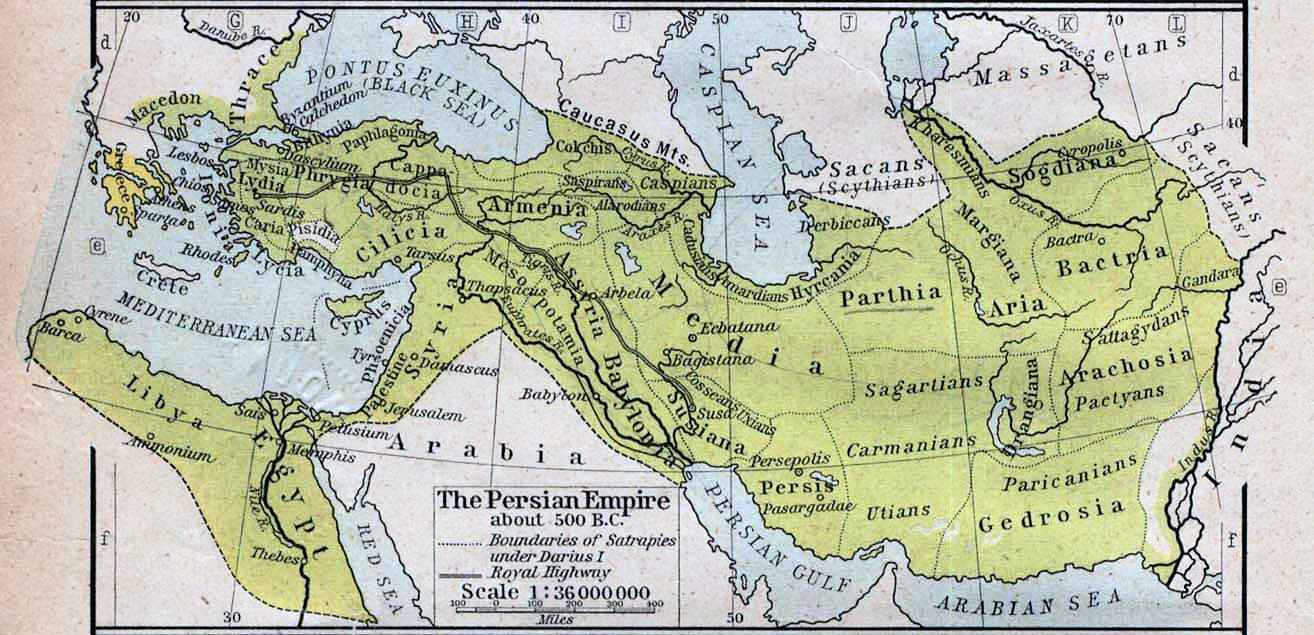
ハカーマニシュ朝の最大領域

メディアに従っていたアンシャン（ファールス）の王クル2世（キュロス2世）は、反乱を起こしてメディア王イシュトゥメグ（アスティアゲス）を破ってイラン高原の支配権を握り、前559年頃にハカーマニシュ朝を成立させた。クル2世は更にリュディア、次いでバビロニアを征服した。次のカンブージャ2世（カンビュセス2世）の時代にはエジプトからインダス川流域に至る大帝国が形成された。
アッシリア帝国やバビロニアの統治機構を倣ったハカーマニシュ朝では、広大な領域を統治するために高度な官僚制が整えられ、領土内に20以上の軍管区（サトラペイア）を設定した。そしてそれぞれに総督（一般にギリシア語に由来するサトラップという名で知られている）が任じられたが、彼らを監視するために王の目、王の耳と呼ばれた監察官が活動した。また首都としてペルセポリスと呼ばれる都市が築かれたが、実質的な政治の中心はエラムの中心都市スサであった。また、王は一年の間にスサ、バビロン、エクバタナを移動したと伝えられる。ハカーマニシュ朝はしばしばペルシア帝国と呼ばれるが、単純に「ペルシア人の国家」というわけではない。ペルシア人は支配者として振舞ったが各地で征服された現地人の人口は圧倒的であり、またその中には長い歴史・伝統を持つ集団が数多く存在した。メディア人はしばしばペルシア人と併置して呼ばれ、帝国の中枢部にいて支配者の栄誉を共有していた。行政組織においては、豊かな経験を持つエラム人が多用されていた。行政文書や事務書類にエラム語が多用されていることがこれを端的に示す。バビロニアでは征服以前の官僚達が引き続いて現地の政治行政を担当しており、リュディアやエジプトでもその統治は現地人の有力者に強く依存していた。このようにハカーマニシュ朝は長い伝統を持つ征服地の政治組織を温存し、その上に君臨した。またハカーマニシュ朝時代にはゾロアスター教の教義体系、組織もかなりの程度整えられたと考えられる。ザラスシュトラ（ゾロアスター）によって開かれたとされるこの宗教はこの時代以降、長い時間をかけてイラン世界の思想的な柱となっていった。
ハカーマニシュ朝は紀元前5世紀初頭のギリシアへの遠征（ペルシア戦争）においては一敗地にまみれ、対外的な拡大は一つの限界に達した。紀元前5世紀末頃には、相次ぐ分割相続と税負担増のために軍務を担ったペルシア人の封土所有者が没落し、帝国を支える軍の中心は傭兵へと移っていった。宮廷では慢性的な王位継承の争いが起きており、地方ではペルシア人の有力者やバビロニアやエジプト、リュディアなどの現地勢力による反乱が頻発した。歴代の王達はしかし、これらの反乱の鎮圧の脅威を抑えてその覇権を維持し続けた。この時代は王朝衰退の時代と言われているが、近年では再評価する動きもある。ハカーマニシュ朝の支配は最終的には外敵の侵入に対する敗北によって失われた。ダーラヤワウ3世（ダレイオス3世）の治世であった紀元前334年にマケドニア王国のアレクサンドロス大王がハカーマニシュ朝に対する遠征を開始した。ダーラヤワウ3世はこれを迎え撃ったが、イッソスの戦い、次いでガウガメラの戦いで大敗し、最後は部下の裏切りによって殺された（前330年）。こうしてハカーマニシュ朝は短期間のうちに瓦解し、アレクサンドロスがハカーマニシュ朝の領域と統治機構を継承した。

### ヘレニズムとイラン世界
アレクサンドロスはハカーマニシュ朝を征服して間もない前323年にバビロンで没した。アレクサンドロスの将軍達はその後継者たるを主張して相互に争った（ディアドコイ戦争）。この争いの末、イラン世界の大部分はセレウコス1世によって建てられたセレウコス朝の支配する所となった。アレクサンドロス時代からセレウコス朝時代にかけて、各地にギリシア人・マケドニア人（以下一括してギリシア人と呼ぶ）による植民都市が多数建設された。特にセレウコス朝は各地にギリシア的なポリスや、将来のポリスへの昇格を前提としたカトイキア（軍事植民地）の建設を行った。こうしたセレウコス朝の都市建設政策によって造られたポリスやカトイキアを拠点にギリシア文化やギリシア的な社会制度の普及が進み、ギリシア語はイランでもアラム語と並ぶ共通語となった。こういった文化的・社会的な潮流はヘレニズムと呼ばれる。
だが、セレウコス朝の植民政策は圧倒的にシリア、次いでバビロニアを中心としており、イラン高原より東への植民は規模からすればかなり限られたものであった。東方のサトラペイアの支配者たちはセレウコス朝の西方重視の姿勢に反発し、前250年前後にはバクトリアの支配者ディオドトス1世や、パルティアとソグディアナの支配者アンドラゴラスが相次いで独立した。ディオドトス1世は王国（グレコ・バクトリア王国）を存続させることに成功したが、アンドラゴラスの領土は独立後間もなくアルシャク1世（アルサケス1世）に率いられたパルニ氏族を中心とする中央アジアの遊牧民部族連合によって征服された。彼らはイラン系の言語を使用していたと考えられ、パルティアに定着し、一般にパルティア人という名で呼ばれるようになった。このパルティア人の王国がアルシャク朝（アルサケス朝）である。アルシャク朝は100年余りの間領土奪回を図るセレウコス朝と争った。これはセレウコス朝の王アンティオコス7世（前139 - 前129年）の敗北によって大勢が決し、セレウコス朝はシリア以外の領土を完全喪失した。一方アルシャク朝は戦いの中でバビロニアとイラン高原及びその周辺地域を支配し諸王の王を称するようになった。

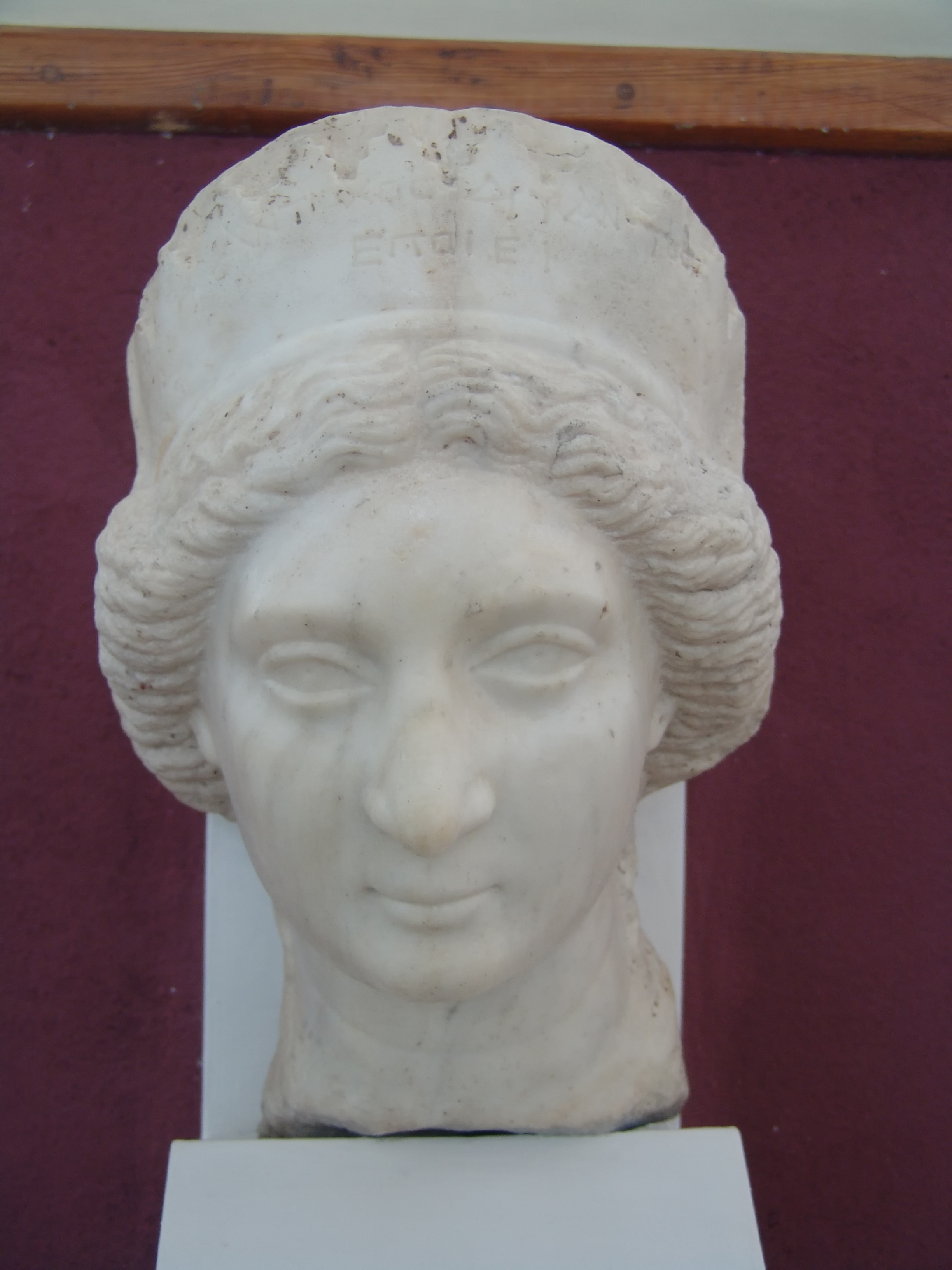
アルシャク朝のフラーテス4世后ムーサーの胸像。イラン国立博物館蔵

アルシャク朝は遊牧民的な気質を強く残しており、王の宮廷は常に移動した。政治では有力な貴族が大きな影響力を持ち、その領地の経営には中央の統制はあまりかからなかった。アルシャク朝の領土、特にバビロニアを中心とした西部にはギリシア人やバビロニア人の多くの都市があった。ギリシア人は特にアルシャク朝の支配下にあってもそ政治・経済・文化の面で強力であった。コインの鋳造技術はギリシア人が握っていて軍事的にも大きな存在であった。アルシャク朝はこのギリシア人に特に配慮し、ミフルダート1世（ミトラダテス1世）のようにフィルヘレネ（ギリシアを愛する）という称号を用いたりした王もいた他、芸術や一部の社会制度については顕著にヘレニズム的な要素を取り入れられた。ギリシア人やバビロニア人など都市住民が力を持った西部と、遊牧民的な大氏族の勢力が強い東部との社会的な相違は深刻な政治対立を引き起こしていた。紀元前1世紀の接触以来アルシャク朝の主要な敵となったローマは、アルシャク朝に親ローマ的な王を擁立すべく介入を続けたが、この親ローマ王の支持基盤は常にギリシア人を中心とした西部の都市住民であった。
1世紀初頭にローマの支援の下でヴォノネス1世が王座を得ると、それ以前の親ローマ王と同じくギリシア人（及びバビロニア人）の都市がこれを支持したが、パルティア人の貴族達はヴォノネス1世に反対してアルダヴァーン2世（アルタバヌス2世）を擁立した。西暦12年頃まで続いた内戦でヴォノネス1世は敗れた。この戦いの結果、アルシャク朝におけるギリシア人都市の政治的意義は急速に低下した。36年から43年にかけてバビロニア最大のギリシア人都市セレウキアで大規模な反乱が発生したが、これはイラン世界においてギリシア人が主要な政治勢力として起こした最後の出来事となった。ギリシア人の勢力減退に合わせるようにイラン世界におけるヘレニズムは大きな影響を残しつつも終焉へと向かった。そしてイラニズムとも呼ばれる伝統回帰の動きが強くなっていった。

### サーサーン朝
アルシャク朝の治世後期はローマとの戦争を除き情報が乏しいが、王位継承を巡って激しい内乱が繰り返し発生していた事がわかっている。またローマとの戦いでは中核地帯であるメソポタミアが度々占領されるなど、大きな損害を数度に渡り被った。このような戦乱の代表的なものは西暦110年代のローマ皇帝トラヤヌスによるパルティア遠征である。
最終的にアルシャク朝はイラン高原南西部で発生した反乱によって滅亡した。208年頃、ファールス地方の支配者パーパクの元でアルシャク朝に対する反乱が起きた。同じ頃、アルシャク朝ではヴォロガセス6世とアルダヴァーン4世（アルタバヌス4世）による内乱が発生した。アルシャク朝の内乱の最中、ファールスで新たに支配者となったアルダシール1世は226年までに二人のアルシャク朝の王を相次いで倒し、新たにサーサーン朝を建てた。サーサーン朝は間もなく旧アルシャク朝の領域のほぼ全てを支配下に置いて諸王の王を称するようになり、更に西ではローマ皇帝を捕虜とする大勝利を収め、東ではクシャーナ朝を支配下においた。そしてその中心都市はイラクのクテシフォンに置かれた。ただし、パルティア時代の大貴族の多くがサーサーン朝時代にも大きな力を持ち続けた点に見られるように、サーサーン朝の政治機構や文化、社会は多くの面においてアルシャク朝時代の継続であった。
サーサーン朝は支配の正統性をゾロアスター教に求めた。アルダシール1世に仕えた祭司長タンサールの元でゾロアスター教は体系化され、正典と統一的な教会組織が形成された。こうした中で教会の勢力は増大し、シャープール1世（241年-272年）の時代に祭司長となったカルティールはやがて国王に匹敵する権力を得た。この時代のイランは諸宗教が渦巻く時代であった。正統な教義の制定に伴って教義論争・宗教対立が激化した。古くからイランに存在したズルワーン主義、サーサーン朝と時を同じくして成立したマニ教、またローマに対する勝利によって得られた捕虜達からはキリスト教が広まり、一定の勢力を得ており、東部領土には仏教を信仰する人々もいた。カルティールがこういった異端、異教を弾圧したことを誇っているように、宗教弾圧がしばしばあった。
サーサーン朝は王位継承紛争に悩まされながらも4世紀を通じてローマとの戦いを優位に進め、ローマを苦しめた遊牧民フン族の移動でも彼らの圧力をかわすことに成功していた。しかし5世紀には中央アジアで勢力を拡大したエフタルに相次いで敗北し、貢納を収めるようになった他、中小貴族の没落や飢饉の発生による社会不安の中で、急進的なマズダク教が広まり、彼らによる反乱や暴動が頻発するようになった。
6世紀に入るとホスロー1世（531年-579年によってエフタルが滅ぼされ、国内で盛んになっていたマズダク教を徹底弾圧して抑え、安定した時代を築いた。この時代には定額税制が導入され、軍制と身分制が確立した。繁栄は長く続き、ホスロー1世の孫、ホスロー2世（591年-628年）の時代には一時東ローマ帝国の支配下にあったシリア、エジプト、アナトリアを一時占領した。しかし東ローマの反撃でホスロー2世は敗れ、最後は反乱によって殺害された。この結果サーサーン朝では深刻な政治混乱が発生し、短期間に王が次々と交代した。混乱の中でヤズデギルド3世（632年-651年）が即位したが、この政治混乱とカーディスィーヤの戦い（636年）等の敗戦による弱体化は明らかであった。7世紀半ば、疲弊していたサーサーン朝はアラビア半島から勢力を拡大したアラブ人たちによって攻撃され、首都マダーインの陥落、ニハーヴァンドの戦い（642年）での敗北によって瞬く間に瓦解し、逃亡したヤズデギルド3世が殺害（651年）されたことによって完全に滅亡した。

## イランのイスラーム世界化
イランは7世紀半ば、イスラーム勢力の統治下に入る。ウマイヤ朝、アッバース朝はペルシアの統治機構を温存して利用した。9世紀にアッバース朝が衰退を始めるとホラーサーンなどでイラン系半独立王朝ターヒル朝・アリー朝（ザイド朝）が現れ、ペルシア文芸復興の時代が始まる。アフガニスタン・スィースターン地方では、アフガン系独立王朝サッファール朝・ガズナ朝が現れた。イラン高原でも10世紀にブワイフ朝が成立、イランの地のイスラーム化が進み、イスラーム世界に統合されるようになる。11世紀になると中央アジアからのテュルク系遊牧民が参入。遊牧系王朝とペルシア文人官僚、ペルシア文化の組み合わせからなる時代がセルジューク朝のもとに始まる。

### イスラーム到来
アラブ人たちは一神教イスラームを奉ずる共同体を形成していた。第3代正統カリフ・ウスマーン（644年-656年） の頃までにイラン世界はカスピ海沿岸部と中央アジア方面を除くホラーサーンまでがイスラーム勢力下に入り、670年代にはサマルカンドやブハラなどマー・ワラー・アンナフルも征服された。これらの土地のうちサーサーン皇族などの領主がいなくなった土地はメディナのペルシア財務庁が管理し、地租ハラージュを徴集するハラージュ地に編入される一方、在地領主がいる場合にはイスラーム勢力との契約が結ばれ、一定の貢納を条件に彼らの統治が追認された（アフド地、スルフ地。以上について詳細はイスラームの征服 (イラン)を参照）。
イスラーム勢力はやがて王朝化してウマイヤ朝が成立する。この時代には東方・北方における散発的なサーサーン朝残党の蜂起や領土拡大を目的として、ホラーサーンなど辺境要地と都市にアラビア半島方面から徐々にアラブ人が入植してくるが、領土の人口の大部分はサーサーン朝の遺民であった。これを治めるために先述のように在地の統治機構は温存されたが、ウマイヤ朝では広大な領域統治のため中央統治機構にもサーサーン朝の官僚制と文書行政、通貨などの経済制度を導入した。ハカーマニシュ朝以降の帝国統治で蓄積されたペルシアの政治的経済的経験と知識が利用されたのである（西方では東ローマ帝国の経験と組織を同様に利用した）。実際に8世紀初め頃までの徴税文書はアラビア語ではなく中世ペルシア語で記されており、東方ではサーサーン朝のディルハム銀貨が流通した。
ウマイヤ朝下では地租ハラージュはアラブ人には事実上免除されていた。一方、東方領民の大部分はイスラーム征服後も特に改宗を強制されることもなかったためゾロアスター教徒のままであり、非ムスリムである彼らにはジズヤという人頭税が課された。8世紀に入るとマワーリーと呼ばれる降伏したサーサーン朝残党やアラブ人に仕える人々がイスラームに改宗しムスリムとなり、官僚や軍人などとして活躍する者も出てきた。しかしながらムスリムとなってもジズヤが免除されることはなく、イスラームの平等の理念に反するとして徐々に不満が高まった。このマワーリー問題は、8世紀半ば、ウマイヤ朝を打倒しアッバース朝を成立させるアッバース朝革命の一因となった。アッバース朝革命がホラーサーンに起こり東方を根拠としたこと、指導したアブー・ムスリムがイラン系マワーリーである点にこれを見て取ることができる。
アッバース朝はこれまでのダマスカスにかえてバグダードを首都とした。これによってイスラーム世界の比重はやや東方に移り、政治・経済・文化の様々な面でシリア系マワーリーに代わってイラン系マワーリーの参入が始まる。またアッバース朝下にはムスリムであればアラブ出身でなくともジズヤが免除されるようになる一方、平等性を強調するシュアービーヤ運動は高まりを見せる。ペルシア人官僚はアッバース朝で重きをなし、ハールーン・アッ＝ラシードの宰相バルマク家はその代表である。同時にアッバース朝はホラーサーンの度々の反乱、アゼルバイジャン方面のバーバクの乱を抑えつつ、9世紀初頭に安定した全盛期を迎える。

### 文芸復興とイラン系諸王朝の時代
アッバース朝の全盛は長くは続かなかった。ハールーン・アッ＝ラシードの子、アミーンとマアムーンの内乱は全土に影響し混乱状態を導いた。このような中で頭角を現し、反乱討伐に派遣されたホラーサーン総督となったイラン系マワーリーの将軍ターヒル・イブン・アル＝フサインがニーシャーブールを中心に半独立政権を立てた。半独立というのはカリフからの直接の支配は受けないものの、アッバース朝によって支配権を追認されアミールとして正統性を確保したためで、これがターヒル朝（821年 - 873年）である。その後、9世紀後半には都市任侠集団ともいえるアイヤールを出自としてイラン東部スィースターンに成立したサッファール朝（867年 - 903年）、マー・ワラー・アンナフルにブハラを首都としてサーマーン朝（875年 - 999年）といういずれもイラン系の王朝が成立した。これらの王朝もアッバース朝から認められたアミールによる半独立政権であった。ターヒル朝は873年、南から侵入してきたサッファール朝に滅ぼされ、そのサッファール朝も北から進出したサーマーン朝に900年、ホラーサーンを奪われている。
イラン史ではこれらの王朝をもって「アラブの軛」を脱したとすることもあるが、この評価はイラン民族主義的な色彩が濃く、あくまでアッバース朝下の地方政権と評価するべきである。しかし、この時代が近世ペルシア語がほぼ形成され、ペルシアの伝統やペルシア語への誇りが復活した、ペルシア文芸復興と呼ばれる時代であったのは確かである。特にサーマーン朝はペルシア文芸の保護に熱心でルーダキー、ダキーキー、フィルダウスィーらのペルシア詩の巨人を輩出している。
この時代のもう一つの特徴は社会的流動性が活発化したという点である。アッバース朝の内乱はイスラーム世界全体で軍隊の移動、知識人の避難、糧食の移動に伴う取引など人々や物資の流動を激しくした。辺境部にあるイラン系諸王朝、特にサーマーン朝は中央アジア方面のテュルク系遊牧民との抗争を繰り返し、捕虜をマムルーク（奴隷軍人）としてアッバース朝へ供給した。恒常的なイスラーム世界中心部へのテュルク族の移入と、その代価としての銀の流れは巨大なものであった。
経済は活況を呈し、人々の交わりは増えてゆく。イラン以外の諸地域における地方王朝の成立もこのような社会的背景があるが、重要なのはこの時期にイラン地域で社会上層部を中心にイスラームへの改宗が飛躍的に進むことである。まさにこの時期に人々の生活・交流の規範となる文化――イスラーム的ペルシア文化が形成されたのである。換言すればイランやテュルクの人々がイスラーム文化に参入し、イランのイスラーム世界への統合が起こったといえよう。

### テュルク族の参入と黄金時代
カスピ海沿岸ではイスラーム化は遅々として進まず、アッバース朝もたびたび侵攻を行なっているが、恒久的な支配権を打ち立てることは出来なかった。このような中でシーア派がこの地域に勢力を徐々に扶植し、9世紀後半にはシーア派の一派ザイド派のアリー朝が成立するなど地域独自の勢力が形成されていた。10世紀にはズィヤール朝が成立（927年）、ザンジュの乱ののち衰退著しいアッバース朝の領域へアルボルズ山脈を越えて進出してゆく。この過程で優秀な歩兵としてダイラム人が脚光を浴び、その指導者のブワイフ家が932年、ブワイフ朝を建てた。ブワイフ朝はその後イラン高原からイラクを席捲、945年にはバグダードに入城して、アッバース朝カリフからアミール・アル＝ウマラーに任じられた。配下の軍人にイクターとして徴税権を分与して軍事力を確保する一方、統治権は自らのもとにおいた。またブワイフ家はシーア派を奉じており、スンナ派のアッバース朝がその支配権を承認するという状況を引き起こした。この時代には西方エジプトではシーア派イスマーイール派のファーティマ朝がカリフを称し、アッバース朝カリフの権威は地に落ち、現実の支配者に正統性を付与する存在に過ぎなくなる。
同時期、ホラーサーン方面ではテュルク族が政治の表面に現れてくる。9世紀半ば頃に中央アジアの草原地帯に形成されたカラハン朝が10世紀半ばには大勢力となってマー・ワラー・アンナフル方面へ進出してきた。伝承では960年、20万帳に及ぶテュルク系遊牧民がイスラームへ改宗したという。これ以降、カラハン朝はサーマーン朝とマー・ワラー・アンナフルとホラーサーン北部を巡って激しく争う。一方962年、サーマーン朝のテュルク系奴隷軍人でガズナ太守となったアルプテギーンがサーマーン朝から半独立、勢力を伸ばして972年にはガズナ朝となる。サーマーン朝は北からカラハン朝、南からガズナ朝に挟撃され999年に滅亡した。
11世紀初めのイラン世界の勢力配置は北東から順にマー・ワラー・アンナフルにカラハン朝、ホラーサーンにガズナ朝、イラン高原にブワイフ朝という状況であった。カラハン朝、ブワイフ朝が内紛に見舞われて弱体化する一方、998年に即位したマフムードの下でガズナ朝は最盛期を迎え、北インドから西部イランにまで遠征しており、インドのイスラーム化はこの頃に始まる。ガズナ朝はサーマーン朝を継いでペルシア文化を保護した。しかしマフムードが1030年に没するとガズナ朝は急速に勢力を後退させ、イラン世界全体が混乱状態に陥る。9-10世紀はイラン世界が東西にやや分立する時代であった。直轄地の多い西方が内乱で疲弊してゆく一方、東方ではサーサーン朝以来の在地勢力が温存され生産力の拡大が見られた。これを背景に政治勢力も東西に分かれたが、ガズナ朝の後退後にこれを克服したのがトゥグリル・ベグ率いるオグズ系テュルク族のセルジューク朝である。
セルジューク朝は、遊牧的部族紐帯を維持したままイスラームへと改宗、集団としてイスラーム世界に参入して王朝を開いたという点で、これ以降の西アジアにおけるテュルク系諸王朝の嚆矢ともいえるものである。セルジューク朝は1038年のニーシャープールへの無血入城ののちホラーサーンでガズナ朝を破って、さらに南方・西方へと転じて勝利を得る。1055年にはトゥグリル・ベグがバグダードに入城、アッバース朝カリフから外衣と賜与品を与えられ、スンナ派ムスリムの支配者としてスルターンの称号を正式に認められた。続くアルプ・アルスラーン、マリク・シャーのもと、セルジューク朝は東部アナトリア、シリアへと勢力を広げてゆく。地中海から中央アジアに及ぶこの広大な帝国の行政を担ったのがペルシア人官僚たちであった。セルジューク朝の行政用語はペルシア語であり、在地の行政・司法を担うカーディーらもペルシア人であった。ガズナ朝にも見られるが、このようなペルシア系文人官僚をタージークといい、行政はタージークが、政治と軍事はテュルク系を始めとする遊牧民が担い、さらにペルシア語を共通語とする枠組みがセルジューク朝のもとで完成した。イラン史を専門とする羽田正はこの体制を持つ世界を「東方イスラーム世界」と呼ぶ。このような体制は以降、20世紀に至るまでイラン世界の歴史の骨格となるのである。
タージークの頂点に位置したのが、宰相ニザームルムルクであった。彼は自らペルシア散文の名著『統治の書』（スィヤーサト・ナーメ）を著す一方、文芸・科学を保護し、レイ、エスファハーン（イスファハーン）、ニーシャープール、バルフ、マルヴなどの都市を中心にペルシア文化の黄金期が訪れる。宰相は全主要都市にニザーミーヤと呼ばれるマドラサ（学院）を設け、あるいはジャラーリー暦を生み出すウマル・ハイヤームの天文台建設を後援するなどした。またセルジューク朝の主要都市の一つたるバグダードにアブー・ハーミド・アル＝ガザーリーなど、イスラーム史上に名高い学者らを招聘、その活動をも後援した。
スンナ派の保護者として君臨したセルジューク朝の脅威となったのは、イラン内のシーア派急進派であるイスマーイール派であった。ファーティマ朝は10世紀後半以降、イスラーム世界全体にイスマーイール派の宣教員（ダーイー）を送り込んでいたが、この頃には東部山岳地帯、エスファハーン、アルボルズ山脈地帯に勢力を扶植。1090年に現在のテヘラン北方にアラムート城砦を奪取すると、これ以降150年間にわたって散在する根拠地周辺を支配してイラン高原に無視できない勢力（ニザール派）を築き上げた。暗殺などの手段を用いて立場を確立するその政治手法は王朝統治者やスンナ派住民らに特に恐れられた。

## トルコマーンと東方イスラーム世界
セルジューク朝のもと、政治・軍事をテュルク系などの遊牧民が担い、行政・文化をペルシア系の者が担う東方イスラーム世界が現出した。13世紀にはモンゴル帝国がイラン高原を征服しイルハン朝が成立する。この時代、遊牧民の機動力に基づく軍事的優位性は圧倒的であった。こうした勢力は権力中枢所在地に広大な牧草地を必要としており、この時代のイラン高原の歴史は、東方のホラーサーンやマー・ワラー・アンナフル、あるいは西方のアゼルバイジャンから東アナトリアに基盤を置く勢力による角逐の歴史であったといえる。イルハン朝崩壊後にはマーワーランナフルからティムールが大帝国を築く。その勢力が弱まると、西方の黒羊朝、白羊朝東方のティムール朝が対峙する状況となる。やがて16世紀への転換期にアゼルバイジャン方面からサファヴィー朝（1502年 - 1736年）がイラン高原を統一する。サファヴィー朝はシーア派を国教とし、ここにイランのシーア化が始まる。中期のシャー・アッバース1世は都をイラン高原中央のエスファハーンに移し全盛の時代を迎える。サファヴィー朝崩壊後も遊牧系のナーディル・シャーのアフシャール朝、カリーム・ハーンのザンド朝がそれぞれ短期間イランを支配し、同じくトルコマーン系のガージャール朝（1795年　- 1925年）が成立する。遊牧勢力の優位性が揺らぐ中で、東方イスラーム世界もまたその変容を余儀なくされる。サファヴィー朝中期頃から、イラン世界は縮小を始め、マー・ワラー・アンナフルはトルキスタンとしてイラン世界から離れ、そしてドッラーニー朝以降ホラーサーンもまたアフガニスタンとイラン辺境部に二分される。さらに西方も東アナトリア・イラク方面もオスマン帝国との間に完全な国境線が敷かれ、ここに東方イスラーム世界は終焉を迎える。ガージャール朝はうち続く戦敗によってヘラートやカフカズを失い、今日ある姿での国民国家「イラン」の原像が立ち現れてくることになる。

### セルジューク朝の分裂とホラズム・シャー朝
セルジューク朝はマリク・シャーの没後、遊牧的分割相続の影響もあり分裂が始まる。イラン高原方面を治めたのが、宗家大セルジューク朝であるが、シリア、イラク、ケルマーン、ルームなどの地方政権が分立し、各政権間およびその内部において抗争が繰り返され、政治的統一は失われてゆく。この間にもテュルク族の流入は続き、セルジューク朝は彼らをアナトリアなど辺境部に送り出しており、これがアナトリアのテュルク化のきっかけとなっている。
1141年に大セルジューク朝のアフマド・サンジャルがカトワーンの戦いでカラキタイに敗れ1157年に亡くなると、大セルジューク朝は決定的な混乱に陥る。このときアラル海東南方に独自勢力を築きつつあったホラズム・シャー朝はアラーウッディーン・テキシュのもとで内紛を克服、イラン高原へと進出し1197年、アッバース朝カリフからイラクからホラーサーンに至る支配権を認められた。アラル海北方出身の遊牧民カンクリ、キプチャクの軍事力を背景にホラズム・シャー朝は次代アラーウッディーン・ムハンマドのもと13世紀初に最盛期を迎えた。しかし1219年にチンギス・ハーン率いるモンゴル帝国軍が侵攻を開始（チンギス・カンの西征）。ホラズム・シャー朝は決定的な敗北を喫し、西方へ移りアゼルバイジャン地方を本拠地とするようになるが、1230年にルーム・セルジューク朝などの中東のイスラーム国家の連合軍との戦闘に敗れる。

### モンゴル帝国下のイラン
モンゴル帝国軍はチンギス・ハーンのもとではホラーサーン中部まで侵攻し、のちにアラーウッディーン・ムハンマドおよびジャラールッディーン・メングベルディー追撃のためにアザルバイジャン地方まで進撃した。チンギス在世中にマー・ワラー・アンナフルやヘラート周辺を始めとするアフガニスタン地域が早くにマフムード・ヤラワチらによって復興が開始され行政組織が整備されたのに対して、ホラーサーン以西は長らく放置されたままであった。1230年になってモンゴル皇帝オゴデイは、イラン高原へ帰還したジャラールッディーンの討伐のためチョルマグン率いるイラン駐留軍（タンマチ）を中央アジアから派遣してイラン中・西部の掌握を確実にし、さらにルーム・セルジューク朝、アルメニア王国、グルジア王国、アッバース朝、ディヤルバクル、ジャズィーラ地方の諸政権などに対し牽制を図った。この時、これらアゼルバイジャン方面軍への兵站を任されていたウルゲンチのバスカーク（ダルガチ）であったチン・テムルをホラーサーンへ入府させ、ホラーサーンおよびマーザンダラーン地方の行政組織を整備させた。これがモンゴル帝国によるいわゆるイラン・ホラーサーン総督府の始まりである。
これ以降オゴデイ治世時代にホラーサーン総督府はその統括地域をイラーク・アジャミー、ヘラート周辺のアフガニスタン地方、アゼルバイジャン地方へと順次拡大した。1241年にオゴデイが没し第六皇后ドレゲネ・ハトゥンによる摂政時代にはモースル、ディヤルバクル方面まで権限を拡大した。1240年頃にはバイジュ・ノヤン率いるイラン駐留軍はキョセ・ダーの戦いなどでルーム・セルジューク朝やアルメニア王国、グルジア王国などイラン北西部の諸政権を軍事的に屈服させ、1243年にはホラーサーン総督アルグン・アカがアゼルバイジャン地方の州都タブリーズに入府し、イラン全域の統治が可能となった。この間にもルーム・セルジューク朝やアルメニア王国、モースルのバドルッディーン・ルウルウなどがアルグンを仲介としてモンゴル軍人による誅求をカラコルムのモンゴル帝国中央に訴えるようになった。このアルグンの時代にホラーサーン総督府は、ルーム・セルジューク朝などのムスリム政権だけでなく、グルジア王国やキリキアの小アルメニア王国など、モンゴル帝国に帰順した西方地域の土着王侯と帝国中央への仲介の役割を積極的に果たした。
1251年にモンケがモンゴル帝国の第四代皇帝（カアン）に即位すると、オゴデイ時代の行政区分を引継いで、帝国を燕京を中心とする華北、ビシュバリクを中心とするマー・ワラー・アンナフル・中央アジア、アムダリヤ川からシリア方面までの三つの巨大行政区を定めた。最後のものがアルグン・アカが監督していたイラン・ホラーサーン総督府の区分であり、その担当領域は「アームー（川）の岸辺からミスル（エジプト）の境まで」と称された。『元史』にみえる「阿母河等処行尚書省」がこれにあたる。
1253年1月、モンケはオノン川河源で開催したクリルタイの決議により、西方のニザール派やアッバース朝などを討滅すべくフレグ率いる本格的な遠征軍をアム川以西の諸国へと派遣した。フレグがイランに入ったのが1256年で、彼はアルグンからホラーサーン総督府の権限を接収、イランに対する行政権の全てを持つことになった。同年アラムートのニザール派を屈服させ、1258年、バグダードに入城、アッバース朝を滅ぼしカリフ位は空位となったのである。1260年にはシリア方面に進出するが、大カアン・モンケの死去により引き返し、大カアン位を巡る争いを見てイランに自立しアゼルバイジャンのタブリーズを中心にイルハン朝を開いた。
イルハン朝においても軍事・政治を行う遊牧民、行政を担うペルシア人という伝統的構造は変わらず、やがてモンゴル人とテュルク系遊牧民の混淆が進み、政権自体もイスラーム化してゆく。
1295年、ガザン・ハンはムスリムとなり、その弟オルジェイトゥ・ムハンマド・フダーバンダの代には、ペルシア文化がイルハン朝のもと様々な成果を生み出す。代表的な物に宰相ラシードゥッディーンの『集史』や今日に伝わる多くのミニアチュールを用いた写本、世界遺産ともなっている首都ソルターニーイェなどがある。またイルハン朝の時代は13世紀後半の世界的経済活性期にあたっており、文化的繁栄の背景には大元ウルスを中心とするモンゴル帝国による政治的安定を前提とした交易の活発化・地方特産品の開発を通じた地方産品の増加といった経済的状況があった。ガザンの治世から中央政権による強力な軍政や駅逓制度（ジャムチ）、財政制度が確立・機能されると、やがて農地開拓や商工業など各地で安定的な経済発展が促された。モンゴル王侯や財務官僚、往昔の聖人たちなどの墓廟建築を中心とするワクフによる巨大な寄進複合施設の建設が流行し、これに附随したモスクやマドラサ、バザール、キャラヴァンサライなども各地で建設された。後の時代に同様の寄進複合施設がティムール朝、オスマン朝などでも多数建設されている。
イルハン朝時代は大元ウルスと同じく「歴史叙述の時代」でもある。『世界征服者史』を始めとして『集史』、『ワッサーフ史』、『選史』といった通史や「世界史」のジャンルの作品がペルシア語で多く執筆され、『ヘラート史記』や『シーラーズの書』、ルーム・セルジューク朝史である『尊厳なる命令』などの地方史も多く書かれた。また韻文学としては『ワッサーフ史』を筆頭にイルハン朝末期の『ガザンの書』や『シャーハンシャーの書』、『チンギスの書』などフェルドウスィーの『王書』に倣った詩文形式による歴史叙述のジャンルが開拓された。『集史』に始まり『チンギスの書』などテュルク・モンゴル的な族祖伝承を、人祖アーダムに遡るイスラーム世界の伝統的な歴史観に組み込ませた歴史像を持つ作品群も現れ、後世のオスマン朝やティムール朝、サファヴィー朝、さらにジョチ・ウルス系の諸政権への影響は甚だ大きい。
イルハン朝の領域は『集史』において「アームー川の岸辺からミスルの境域まで」と称されたように広大な地域に及んだ。これは丁度サーサーン朝の支配地域とほぼ重なる規模であり、14世紀からこのイルハン朝の支配領域を指して「イランの地」の意味である「イーラーン・ザミーン」という地域的な呼称が登場する。
14世紀後半に入り、ジョチ・ウルスとマムルーク朝の同盟による南北からの圧力、さらには繰り返される内紛によって衰退していく。1335年、オルジェイトゥの子アブー・サイードが後継者を得ないまま病没するとついに中央政権は瓦解し、各地の諸族が独自にチンギス裔を立てて分立する状況となる。

### イルハン朝後継国家の並立
やがて傀儡のハーンも徐々に消えてゆくことになる。これら地方政権で有力だったのはバグダードからアゼルバイジャンにかけての西方にジャライル朝、アナトリア東部からメソポタミア平原北部の黒羊朝および白羊朝、東方には南からシーラーズを中心としたファールスのムザッファル朝、ヘラートのクルト朝、サブサヴァールのサルバダール運動などである。

### ティムールの大帝国と東西並立

サマルカンドのウルグ・ベク・マドラサのイーワーン。ティムール朝下に頂点を極めるイラン・イスラーム建築の精華

14世紀末にこのようなイラン高原を一気に征服したのがティムール朝である。ティムールはテュルク化したモンゴル出身でチャガタイ・ウルスの内紛に乗じて頭角を現した。マー・ワラー・アンナフルのサマルカンドを中心として、瞬く間にイラン高原からシリア、アナトリアに至る大帝国を築き上げた。しかし1405年、ティムールが大明帝国攻撃の途上に没すると内紛が発生、東方では三男シャー・ルフがヘラートを本拠に権力を確立する一方、帝国西半は次々と自立し、アナトリア東部を本拠とするカラ・コユンルー部族連合による黒羊朝（カラ・コユンルー朝）が成立した。シャー・ルフは黒羊朝に対して数度の遠征を行い、宗主権を獲得するものの完全に併呑することはできなかった。1447年、シャー・ルフが没するとティムール朝はサマルカンド政権とヘラート政権に分立、互いに抗争を繰り返すようになる。この頃、西方でもバーヤンドル部族連合を中心とする白羊朝（アク・コユンルー朝）が成立、1468年前後に黒羊朝を駆逐した。白羊朝のウズン・ハサンはティムール朝を破ってイラン高原東部まで勢力を伸ばすが、1473年、オスマン帝国のメフメト2世に破れ白羊朝の征服活動は停止する。1480年代、ヤアクーブの治世下では比較的安定していた白羊朝もその死後に内紛・分裂に陥った。
ティムール没後のイラン世界も政治的に安定した時代ではなかったが、サマルカンドやヘラートなどでの建築活動や、あるいは宮廷での文学作品を数多く生み出した時代であった。代表的な物にサマルカンドのウルグ・ベク・マドラサがある。またスーフィー・タリーカの流行も著しかった。ナクシュバンディー教団やニアマトゥッラー教団がその代表的なものである。
白羊朝は1508年、新興のサファヴィー朝に滅ぼされた。東方では北方にジョチ・ウルスの余裔であるウズベクのシャイバーニー朝が成立して南下を始め、1501年にサマルカンド政権、1507年にヘラート政権が滅んだ。サマルカンド政権の王子バーブルは再興を試みるも失敗し、アフガニスタンに退いたのちやがてインドにムガル朝を開くことになる。こうして東西分立の時代を終え、16世紀、イラン高原はサファヴィー朝による統一的な歴史を歩み始める。

### エスファハーンは世界の半分―サファヴィー朝
今日のイランでシーア派的イランの黄金期として想起されるとすれば、それはサファヴィー朝である。言語的民族的視点からはハカーマニシュ朝やサーサーン朝、文化的視点からはセルジューク朝の黄金期が想起されるが、なおシーア派的視点を加える時、帝国としての「偉大さ」を想起する候補としてはサファヴィー朝よりほかにないからである。しかし、サファヴィー朝もなお、その起源・性格において前代から引き続くトルコマーン系政権に属していたことは明らかであった。
サファヴィー朝はティムール朝や黒羊朝、白羊朝がイラン高原の覇を競うなかで西北隅アゼルバイジャンのアルダビールから勢力を拡大し、イランを統一した。サファヴィー朝は、元々は13世紀半ばに確固とした姿を現す在地の神秘主義教団であるサファヴィー教団をなす家であった。教団内部の争いなどから、アナトリア東北部からアゼルバイジャンにかけてのトルコマーン系遊牧民との交流を拡大し、彼らの支持を集めるためにサファヴィー教団は非常に神秘的なシーア的言説を用いるようになった。こうしたことからサファヴィー教団は、12のひだ（シーア派12イマームの数）のついた赤い帽子を被るトルコマーン系遊牧民、すなわちクズルバシュ（キズィルバーシュ,テュルク語。赤い頭）を背景に政治勢力化してゆく。
1494年、黒羊朝との戦いで命を落とした兄を継いだのが14歳のイスマーイール1世である。イスマーイールはキズィルバーシュを率いて1501年、黒羊朝を破ってタブリーズに入ってアゼルバイジャンを手中に収め、さらに1508年、白羊朝を滅ぼしてメソポタミアもその版図に入れた。イラン世界西部を手中にしたイスマーイールは、東部においてティムール朝を滅ぼしたシャイバーニー朝と激突。1510年にマルヴ会戦で衝突し敵君主シャイバーニー・ハーンを討ち取り、イラン高原はサファヴィー朝によって統一されることになった。しかしイラン高原の統一勢力の出現は、アナトリア東部における過激シーア派トルコマーンの存在と叛乱の続発という事態を背景として、西方の大帝国オスマン朝の注意を引いた。1514年8月23日、スルタン・セリム1世率いるオスマン朝軍とイスマーイール1世率いるサファヴィー朝軍は東部アナトリア・チャルディラーンで会戦、オスマン朝軍の火力を備えた組織的歩兵戦力の前に、サファヴィー朝キズィルバーシュ騎兵戦力は惨敗した。
このときに至るサファヴィー朝の奉じたシーア派は過激シーア派と称せられるようなものであった。それはトルコマーン系遊牧民のシャーマニズムを混淆し、さらにイスマーイールを無謬の地上における神の影、救世主とするようなもので、イスラームの教義を逸脱しかねないものであった。すなわちサファヴィー朝は一種の神秘的熱狂に裏付けられた勢力であったのである。しかしながら、チャルディラーンの敗北は、こうした性格を後退させ、トルコマーン系遊牧民とタージーク系官僚からなる伝統的な体制へと変容してゆく。宗教面でもレバノンやバーレーンなどから高名なシーア派法学者を招致し、王朝のシーア派教義の洗練に努め、法学的精緻さを高めていった。
1524年にイスマーイール1世が没すると、キズィルバーシュ間の勢力争いによる混乱に陥る。後を継いだタフマースプ1世は、その長い治世の始めの10年こそ傀儡的立場に置かれたが、やがてキズィルバーシュ間の勢力均衡やグルジア系の人々の登用などにより小康状態を導き、度重なるオスマン朝やシャイバーン朝の侵攻を許しつつもよく耐えた。1576年、タフマースプ1世が没すると、再び母后やこれと結びついたキズィルバーシュ勢力によって国政は混乱した。
1587年に即位したアッバース1世はキズィルバーシュ勢力間の争いを収めるとともに、さらに彼らの勢力を削いで実権を掌握、中興の英祖として名高く「大帝」を冠して呼ばれる。トルコマーン系政権の混乱は、遊牧部族民の半独立傾向と相互の争いから生ずるものであるが、それはサファヴィー朝も例外ではなかった。武力を部族民に依存し、中央直轄の軍事力を欠きやすいトルコマーン＝タージーク体制の特徴ともいえる。アッバースは、カフカズ出身（特にグルジア）奴隷からなるグラーム軍団、各部族から引き抜いて編成したコルチ軍団の両騎兵、さらに銃砲兵をペルシア系住民によって編成し、常備直轄兵化、軍事力のキズィルバーシュへの依存を避けた。この改革はサファヴィー朝軍制を一変させるとともに、財政的裏付けのために王領地の増加、直轄化などが行なわれ、権力構造を著しく変容させた。こうしたことから対外的にも軍事力の組織的運用が可能となり、東にシャイバーン朝からホラーサーン、西にオスマン朝からバグダードを奪還した。
1598年、アッバースは都を北西部カズヴィーンから中部エスファハーンへと遷した。これまでアゼルバイジャンあるいはホラーサーン方面に置かれた首都がイラン高原中央のエスファハーンへと遷されたことは、アッバースによる権力体制の変革を示すものであると同時に、ペルシア湾の重要性の増加を示すものでもあった。アッバース1世の時代、貨幣経済が著しく発展し、絹貿易などによる好景気に沸いた。ムガル朝のもとで安定するインドとの交易も進展し、ホルムズを拠点としたポルトガルを始め大航海時代に入ったヨーロッパ諸勢力（ネーデルラント連邦共和国、イングランド王国）は競ってアッバースの宮廷に使節を派遣した。ロバート・シャーリーによってペルシア軍が近代化すると、1622年にはホルムズをポルトガルから奪って（ホルムズ占領）、バンダレ・アッバースを中心とする貿易体制を確立した。アッバースは街道・港湾の整備や治安維持によって交易条件を整えるとともに、保護貿易的姿勢に出て莫大な利益を獲得。文化的にもレザー・アッバースィーの細密画などの写本芸術、あるいはムッラー・サドラーのシーア派哲学などが発達。イランの実質的なシーア化の進展はこの時代のことであった。アッバース1世の時代は、まさにサファヴィー朝の黄金時代であり、40万の人口を擁する新都エスファハーンは「世界の半分」と謳われ、今日世界遺産としてその姿をとどめている。アッバースが没したのは1629年のことであった。
アッバース没後も1660年代頃までのサフィー1世、アッバース2世の時代頃まではサファヴィー朝はそれなりの安定を保った。1638年にオスマン帝国の反撃にあい、現在のイラク領域を失い、1639年にはガスレ・シーリーン条約によってオスマン朝との間の国境線を確定、長く続いた対オスマン戦争に終止符が打たれている。しかし、その後は、宮廷におけるキズィルバーシュ、ペルシア系文官、カフカズ系、さらにハラムの絡んだ勢力争いで中央は混乱に陥り、給料の遅配などで叛乱が続発、地方の治安は極度に悪化した。ペルシア湾では海賊が跳梁し、インド産品に優位性を奪われ交易の利益も著しく減少した。このような状況下で物価は乱高下し、サファヴィー朝経済は壊滅状態に陥ってゆく。18世紀に入ることには、アッバース1世以降続けられた地方軍権の削減と首都への過度の兵力集中によって辺境・地方の防衛体制は脆弱化して混乱状態に拍車をかけた。東方から進出したアフガーン民族は、1722年、あっさりと首都エスファハーンに入城し、統一政権としてのサファヴィー朝は滅亡したのである。

### 近代イランへの道―ガージャール朝

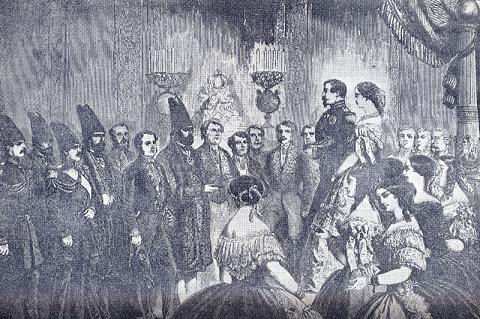
ナポレオン3世宮廷への大使アミーノッドウレ

17世紀までにはヨーロッパ列強、すなわちポルトガル、イギリス、ロシア、フランスがこの地域に地歩を確立し始めていた。その後、イランはトルコマーンチャーイ条約、ゴレスターン条約などの諸条約によって上記諸国へと領土を割譲し、縮小してゆくことになる。

## 現代イランの光と蔭

### 立憲革命とパフラヴィー朝の成立
イラン近代史は未だに政権を握るシャーに対して闘った1905年のイラン立憲革命、立憲君主制への移行を示す1906年の（暫定）憲法発布、1908年の石油の発見に始まる。第一議会（マジュリス）は1906年10月1日の招集である。
また、1908年、地域の鍵となる石油がオーストラリア人ウィリアム・ダーシーにより発見される（詳細はウィリアム・ノックス・ダーシー。この石油の探査は、イギリス系の会社が投資していたこともあり、翌年にはアングロ・イラニアン石油会社(AIOC)を参照）が設立されて、石油の利権はイギリスの影響下に収まった。
地域の支配権を巡るイギリスとロシアの争いは1907年の英露協商によって勢力圏分割で合意に達した。外国の支配と専制に反対し続けたギーラーンにおける立憲主義運動も1921年、パフラヴィー朝への王朝交替とともに終焉している。

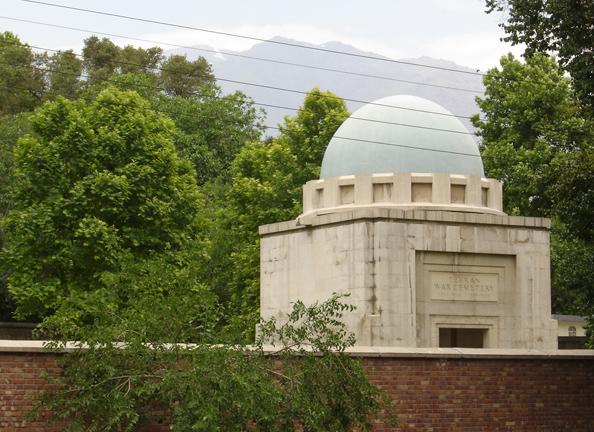
第二次世界大戦の連合軍兵士墓地（テヘラン）

第一次世界大戦中、イランはイギリス軍およびロシア軍に占領されたが、基本的には中立を維持している。1919年、イギリスはイランに保護領を設定しようとするが、1921年のソヴィエト連邦軍の撤退で断念。同年イラン・ガザーク（コサック）旅団の軍人レザー・ハーンがクーデタを起こし、ついで1925年、皇帝に即位してガージャール朝に代わりパフラヴィー朝を開いた。レザー・シャーの統治は英国の秘密裏の援助によって開始されたが、やがて英国勢力の浸透を防ぎつつイランの開発を進める政策に転じ、約16年にわたった。
レザー・シャーの統治下、政治の非宗教化と部族および地方権力を掣肘し中央集権化が行われてイランの近代化が始まる。
第二次世界大戦ではイランはソヴィエト連邦へのレンドリース法に基づく物資供給路として不可欠の位置を占めていた。1941年8月、イラクから進出したイギリス軍および英領インド軍、北から南下したソ連軍がイランを占領。9月にはイギリスによってレザー・シャーが強制的に退位させられ、その子モハンマド・レザー・シャーが後を継いだ(→イラン進駐参照)。モハンマド・レザー・シャーはこの後、1979年まで皇帝としてイランを支配する。
1943年のテヘラン会談後のテヘラン宣言ではイランの戦後の独立および国境の維持が保障された。しかし、終戦を迎てもイラン北西部に駐留するソ連軍は撤退を拒否、1945年後半にはイラン領アゼルバイジャンおよびクルディスタン北部における親ソヴィエト民族主義・分離主義者による傀儡政権のアゼルバイジャン自治共和国およびクルディスターン人民共和国の設立を援助した。
ソヴィエト軍は1946年5月、石油利権の確約を得てようやく本来のイラン領から撤退、北部のソヴィエト政権は直ちに鎮圧され、利権も取り消された。

### イラン皇帝とアメリカ合衆国

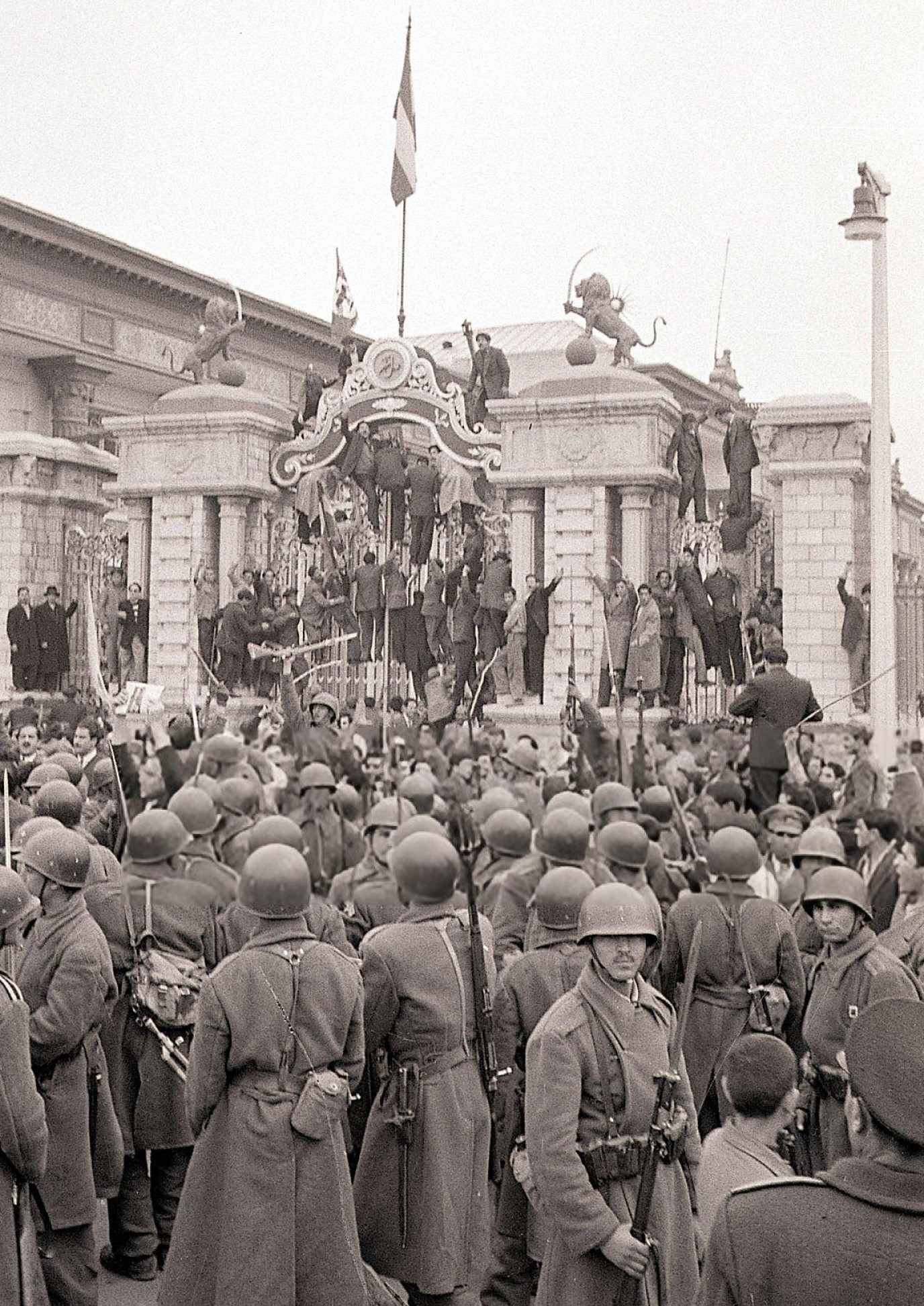
議会議事堂を囲む兵士たち（1953年8月19日、テヘラン）

アルノー・ド＝ボルシュグラーヴは言う。
「米国の諸政権は、1953年のCIAの主導によるモハンマド・モサッデグ政権の打倒と短期間ローマ亡命中のモハンマド・レザー・シャー復権の事件に始まり、1978年にシャーを裏切るまで、イランへの直接の内政干渉を行った。」
占領後、当初は立憲君主制国家となる望みがあった。若い新皇帝（シャー）、モハンマド・レザーは議会に大きな権力を委ね、君臨するに留まっていたのである。数回の選挙が流動的な状況下で行われたが、これは多くの選挙違反の伴うものであった。議会は慢性的な不安定状態に陥り、1947年から1951年まで6人もの首相が入れ替わりに政権を担うこととなったのである。
1951年、民族主義者モハンマド・モサッデグが英国の所有する石油会社の国有化を主張して、議会によって首相に選ばれた。これがアーバーダーン危機の始まりである。英国の経済制裁などによる圧力はイランに多大な困難をもたらしたが、国有化政策は続行された。1952年、モサッデグは辞任を強制されたが、選挙での圧勝により再選、ひるがえってシャーに亡命を余儀なくさせた。モサッデグは共和国を宣言するが、数日後の8月19日、アジャックス作戦（英: TPAJAX Project）として知られるCIAと合衆国政府の策謀によってシャーは帰国して復位、モサッデグは職を追われて逮捕され、新任の首相はシャーによって任命された。
シャーはこの事件における米国の支持への見返りとして、1954年、英40%、米40%、仏6%、蘭14%の割合でイラン石油利権を分割する国際コンソーシアムの操業を今後25年にわたって認める契約に調印した。つまり石油の支配権も完全な利益もイランにはもたらされないことになったのである。1950年代末から1960年代には安定が回復した。1957年には16年にわたる戒厳令が解除され、イランはバグダード条約へ加盟し、米国から軍事援助、経済援助を受けて西側陣営にさらに接近する。政府は近代化政策を広範に実施、特に準封建的な土地制度を改革した。
しかしながら改革により経済状態の劇的な改善はなく、自由主義的西欧的政策はイスラーム的な宗教集団、政治集団を政権から遠ざけてゆく結果となる。1960年代半ば以降はモジャーヘディーネ・ハルク（MEK）などの組織の出現に伴って、政情は不安定化してゆく。1961年、シャーの白色革命として有名な、一連の経済、社会、行政改革を開始した。政策の核心は農地改革にあった。近代化と経済成長は空前の勢いで進行、世界第3位の膨大な石油埋蔵量がこれを後押しした。
1965年の首相ハサン・アリー・マンスールの暗殺事件以降、国家情報安全機関 (イラン)（SAVAK）の活動が活発化。この時期、13,000人から13,500人にのぼる人々がSAVAKによって殺害され、数千人が逮捕・拷問されたと見積もられている。ルーホッラー・ホメイニー（1964年に追放）の指導するイスラーム勢力は反対活動を大々的に繰り広げるようになった。
国際関係においては1937年の協定でイラクに帰属するとされたシャッタルアラブ川の水路領有権を巡る争いでイラクとの関係が急速に悪化している。1969年4月中の数回の衝突ののちイランは協定を破棄、再交渉を要求。イランは防衛費に多大な予算をつぎ込み1970年代初頭までには域内第一の軍事大国となっていた。これを背景に1971年11月、イラン軍はペルシア湾口の3島を占領、イラクは報復として数千人のイラン人を追放した。この問題は1975年3月6日のアルジェ合意でようやく解決している。
1973年半ば、シャーは石油工業へのイランの管理権を回復した。1973年10月の第四次中東戦争にあたっては、西側およびイスラエルに対する石油禁輸措置には加わらず、原油価格上昇の好機をとらえて莫大な石油収入を得て、これを近代化と国防費に回した。1970年代初め、モジャーヘディーネ・ハルクは体制の弱体化、外国の影響力の排除を目的に、軍の契約に関わるテヘラン駐在の米軍人、民間人の殺害事件を起こしている。
白色革命以降の経済成長による利益は、しかしながら非常に小さな集団に集中し、大多数の人々に恩恵がもたらされることはなかった。1970年代後半にはいると、宗教勢力に率いられた広範囲な反対運動が起こる。いまやシャーの統治への政治的・宗教的反感、特にSAVAKへの嫌悪が高まっていた。1978年9月、戒厳令が全国主要都市に布告された（黒い金曜日を参照）が、シャーは権力基盤の崩壊を認識。翌1979年1月16日にシャーはイランから亡命し、帝政は崩壊した。

### イスラーム革命
数ヵ月におよぶシャーの統治への大衆抗議ののち、1979年1月16日、モハンマド・レザー・シャーはイランを去ることを余儀なくされた。短期間の次期政権と政策構想を巡る攻防では、アーヤトッラー・ホメイニー指導のもとイスラーム国家への移行を支持する連合勢力が勝利した。1979年2月1日、ホメイニーがフランスから帰国（ホメイニーは追放後の15年をイラク、トルコ、フランスで過ごした）し、2月11日、最高指導者に就いた。
新政府の政策は非常に保守的で、産業の国有化、法律・文化のイスラーム化を断行した。西洋的文化は禁止され、親西側エリートは速やかにシャー同様に亡命した。宗教内の対立派閥の衝突があり、また厳しい抑圧は急速に常態と化した。

### イスラーム共和国
1979年11月4日、アメリカ大使館人質事件が起こった。これはモジャーヘディーネ・ハルクの支持を背景として、好戦的なイラン人学生がテヘランのアメリカ大使館を占拠・人質を監禁したもので、1981年1月20日まで続く（詳細はイーグルクロー作戦を参照）。カーター政権は国交を断絶、1980年4月7日には経済制裁を発動、同月末には救出作戦に踏み切った。しかしこの救出作戦ではヘリコプターに技術的問題が生じたこと、これに伴う空中衝突で8人の米兵を失ったことで4月25日に作戦中止が指令されている。国際司法裁判所は5月24日に人質解放を要求、最終的にロナルド・レーガン大統領就任の日、イラン側の要求をほぼ受け入れて事件は解決した。
1980年9月22日、イラクがイランに侵攻した。イラン・イラク戦争の勃発である。アメリカ政府はイランの孤立化を試み、米国およびその同盟国は勢力均衡のためイラクに武器と技術を供与した。皮肉にもその裏でレーガン政権高官は秘密裏にイランへ武器、補充部品の売却を行っていた（イラン・コントラ事件）。この戦争は1988年、国際連合安全保障理事会決議598号を受け入れてようやく終結、8年に及ぶ戦争でイランだけで3500億米ドルに達する損害を被った。
1979年以降90年代まで（また小規模には現在まで）、クルド人勢力（民族主義者および共産主義者）と政府の間で激しい戦闘が起こっている。これとイラン・イラク戦争の影響により、イラン領クルディスターンの大部分が無政府状態に陥ることもあった。
1981年、モジャーヘディーネ・ハルクによるイスラーム共和党本部および首相府爆破事件が連続して起こった。これら事件では当時の同党党首アーヤトッラー・モハンマド・ベヘシュティー、大統領モハンマド・アリー・ラジャーイー、首相モハンマド・ジャヴァード・バーホナルなど70人の政府高官が殺害されている。
1989年6月3日、ホメイニーが死去。専門家会議（高位ウラマーからなる）はアリー・ハーメネイー大統領を後継最高指導者に選出、スムーズな権力移行を内外に示した。
1991年の湾岸戦争にあたってはイランは中立を維持したもののアメリカに批判的で、イラク航空機および難民のイラン入国を許している。
ハーシェミー・ラフサンジャーニー大統領は一定の多数票を占め1993年に再選されたが、西側の観察では投票率の低下をもって悪化する経済への失望感の表れとの解釈も出た。1997年、ラフサンジャーニーを継いで、穏健なモハンマド・ハータミーが大統領となった。これは未だに保守的なウラマーと改革と穏やかな自由化を求める行政府との亀裂をもたらした。1999年7月にはこの亀裂が頂点に達し、テヘランの街頭では大規模な反政府デモが起こっている。騒動は警察および政府支持の民兵によって解散されるまで1週間にわたって続いた。ハータミー大統領は2001年6月に再選されたものの、その政策はウラマーの構成する監督者評議会によってたびたび妨害されている。
ハータミーの再選後、イラン政府内の保守派は自由主義的新聞の発刊停止処分、改革派候補の立候補不適格判断などを通じて改革派の活動を徐々に圧迫していった。異議申し立てへの取り締まりは、ハータミーの改革への失望感と相まって、若年層の間に政治的アパシーを醸成。2005年の大統領選挙では、監督者評議会によって1,000人以上の立候補者が不適格とされたうえで、非常に保守的なテヘラン市長マフムード・アフマディーネジャードが選出された。
また2005年8月9日には最高指導者アーヤトッラー・アリー・ハーメネイーが核兵器の製造・配備・使用を禁じたファトワー（宗教令）を発出。当該文書はウィーンでの国際原子力機関（IAEA）会議の席上で公式声明として公開されている。しかし、2006年に入り、核の使用を容認する新たなファトワが宣言された。
2009年6月12日に大統領選挙が行われ、大差で現職のアフマディーネジャードが再選されたが、敗れた改革派候補ミール・ホセイン・ムーサヴィーは不正選挙を主張、6月13日から市民の抗議デモや暴動が連日発生している。最高指導者アリー・ハーメネイーは「選挙に不正は無かった」と述べ、抗議デモ中止を要求したが、それでも市民の怒りは収まらず、暴動は全土に広がっている。政権側は武力鎮圧する構えを見せているが、治安要員が私服に着替えて抗議デモに参加するなど内部での瓦解が始まっているとされ、現体制は最大の危機に立たされている。
2013年6月の大統領選挙では穏健派のハサン・ロウハーニーが選出された。2013年9月27日、ロウハーニーはアメリカのバラク・オバマ大統領と電話会談。2014年9月24日、イギリスのデーヴィッド・キャメロン首相と会談した。2021年8月の大統領選挙では保守派のエブラーヒーム・ライースィーが大統領に選出されたが、ライースィーは在任中の2024年5月19日の東アーザルバーイジャーン州ヘリコプター墜落事故により死去したため、第一副大統領のモハンマド・モフベルが大統領代行を務めた。ライースィーの後任を決める大統領選挙が2024年6月に開催されマスウード・ペゼシュキヤーンが大統領に選ばれた。

## 脚註
1. ↑  下川耿史 家庭総合研究会 編『明治・大正家庭史年表:1868-1925』河出書房新社、2000年、347頁。ISBN 4-309-22361-3。
2. ↑  E.U.-U.S. train wreck over Iran? - Washington Times - ワシントン・タイムズ 2005年2月15日付 - 2018年8月4日閲覧。

### 日本語
- 富田健次『アーヤットラーたちのイラン』（第三書館、1993）
- 桜井啓子『現代イラン 神の国の変貌』（岩波書店、2001）
- モハンマド・ハタミ,平野次郎訳『文明の対話』（共同通信社、2001）
- 宮田律『物語 イランの歴史 誇り高きペルシアの系譜』（中央公論社、2002）
- ケネス・ポラック,佐藤陸雄訳『ザ・パージァン・パズル アメリカを挑発し続けるイランの謎』上下巻（小学館、2006）
- ハミッド・ダバシ,田村美佐子、青柳伸子訳　『イラン、背反する民の歴史』（作品社、2008）

### 日本語以外
- Abrahamian, E., Iran Between Two Revolutions, 1982, ISBN 0691101345
- Bird, I., Journeys in Persia and Kurdistan. Vol. I.,, Reprint: Viagra Press, London, 1988.
- Kinzer, S., All the Shah's Men: An American Coup and the Roots of Middle East Terror, 2003. ISBN 0471265179
- Marcinkowski, M. I., Persian Historiography and Geography: Bertold Spuler on Major Works Produced in Iran, the Caucasus, Central Asia, India and Early Ottoman Turkey, with a foreword by Professor Clifford Edmund Bosworth, member of the British Academy, Singapore: Pustaka Nasional, 2003, ISBN 9971774887.
- Google News: Iran